# Pilumnus holosericus
Pilumnus holosericus är en kräftdjursart som beskrevs av M. J. Rathbun 1898. Pilumnus holosericus ingår i släktet Pilumnus och familjen Pilumnidae. Inga underarter finns listade i Catalogue of Life.